# Еда (фильм)
«Еда» (англ. Eating) — кинофильм 1990 года, режиссёр Генри Джэглом.

## Сюжет
Теглайн: Очень серьёзная комедия о женщинах и еде
В просторном доме в Лос-Анджелесе проходит вечеринка, на которой собираются все подруги Хелен, Кейт и Седи. Кейт отмечает 30-летие, Хелен — 40-летие, а Сэди в свою очередь 50-летие. Все 36 женщин рассказывают о своих взглядах на еду и говорят о её месте в жизни, предоставляя большое разнообразие отношений к пище: от нормального до нервозного.

## В ролях
- Нелли Алард — Мартин
- Лиза Блейк Ричардс — Хелен
- Френсис Берген — Уитни
- Мэри Кросби — Кейт
- Гвен Уэллс — Софи
- Элизабет Кемп — Ненси
- Марина Грегори — Лидия
- Дафна Кестнер — Дженнифер
- Марлена Джиови — Сэди
- Бет Грант
- Терин Пауэр — Анита
- Катерин Генендер
- Хилди Брукс
- Джеки О’Браен (Жаклин Вудсли)
- Шерри Бучер (Шерри Бучер-Литл)

## Номинации
- 1990 Deauville American Film Festival — Critics Award — Генри Джаглом